# Felipe Nasr
Luiz Felipe de Oliveira Nasr (Brasilia, 21 agosto 1992) è un pilota automobilistico brasiliano di origini libanesi.
Campione di Formula BMW nel 2009 e campione della Formula 3 inglese nel 2011, Nasr rifiutò di entrare nel progetto giovani della Red Bull per ingaggiare come manager l'ex pilota Steve Robertson, colui che assistette la carriera, tra gli altri, di Kimi Räikkönen e Jenson Button. Nel 2015 ha fatto il suo esordio in Formula 1 con la Sauber, team con cui corre anche nel 2016. Con il team Whelen Engineering Racing esordisce nel 2018 nel Campionato IMSA WeatherTech SportsCar, dove conquista tre titoli (2018, 2021 e 2024)

## Carriera

### Kart
Nasr iniziò a correre con i kart in Brasile quando aveva solo sette anni. Tra il 2000 e il 2007 vinse diversi titoli in Brasile.

### Formula BMW
2008
Nasr debuttò in monoposto all'ultimo appuntamento della Formula BMW Americas, sul Circuito di Interlagos, quando la categoria fece da contorno al Gran Premio del Brasile di Formula 1. Quinto in gara 1, in gara 2 il pilota brasiliano giunse terzo, salendo sul podio.
2009
Nasr passò al campionato europeo di Formula BMW nel 2009, correndo con l'EuroInternational. Finì 14 delle 16 gare nei primi due posti, vincendo 6 gare e ottenendo 5 pole position, e vinse il titolo con 104 punti di vantaggio sul suo compagno Daniel Juncadella. Poiché il campionato era organizzato dalla BMW, all'epoca proprietaria del team Sauber, Nasr avrebbe avuto in premio la possibilità di effettuare un test con una vettura di F1, ma il ritiro della casa bavarese ne causò l'annullamento.

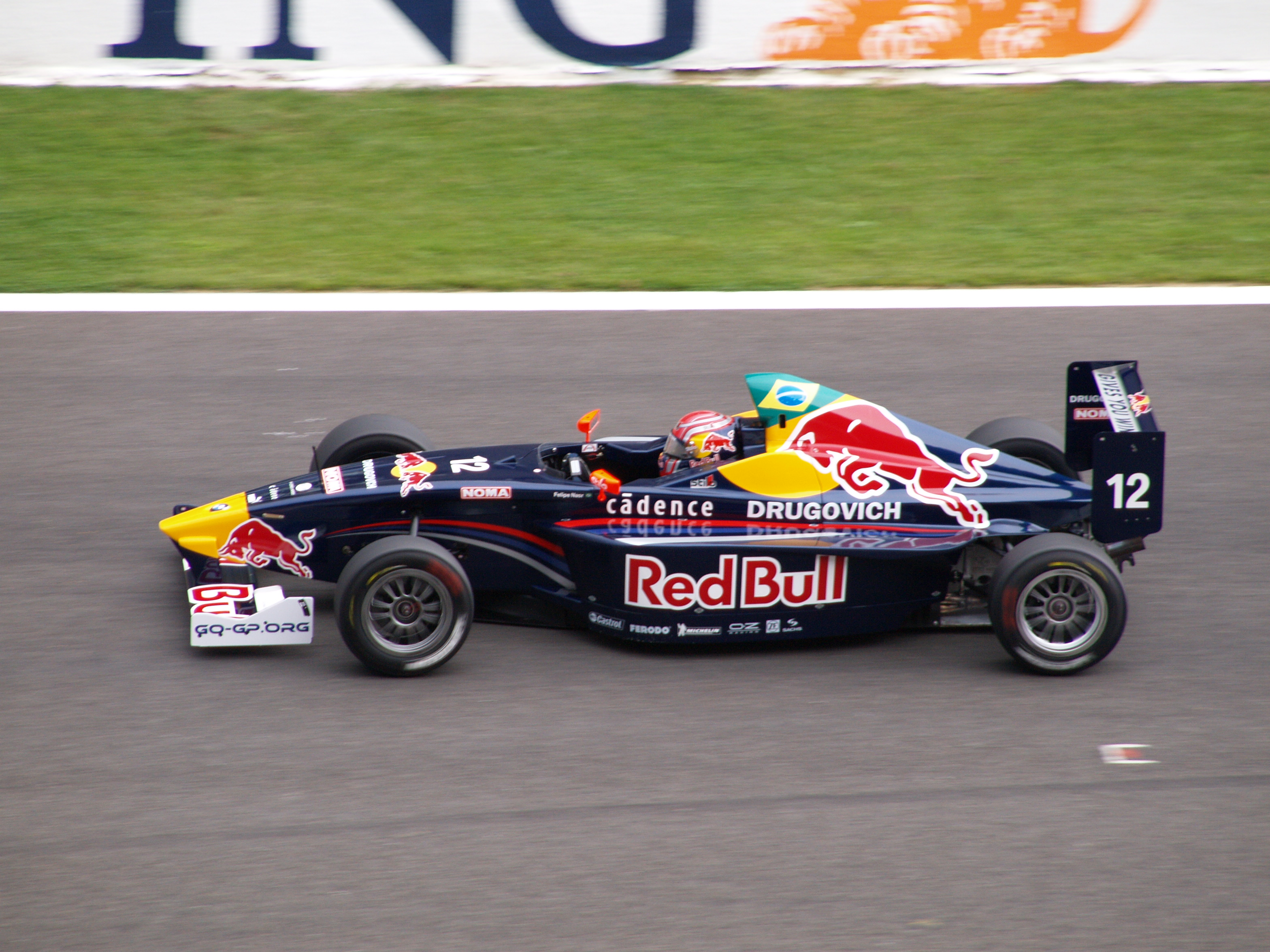
Felipe Nasr corre a Spa-Francorchamps per l'EuroInternational con una vettura sponsorizzata dalla Red Bull.

### Formula 3
2010
Nel 2010 il pilota brasiliano si misurò nella Formula 3 britannica con la Räikkönen Robertson Racing, venendo affiancato a Carlos Huertas e Daisuke Nakajima, già in squadra l'anno prima. Nasr si unì anche alla Robertson Management, società che gestisce anche la carriera del pilota di Formula 1 Kimi Räikkönen. Nasr concluse la stagione al 5º
2011
Nasr firmò per la Carlin Motorsport, nuovamente in Formula 3 britannica, dopo aver vinto anche la sfida Sunoco Rolex 24 ore a Daytona, una gara speciale che metteva insieme le vetture di alcune serie inglesi che usavano il carburante Sunoco. Il vincitore di questa sfida avrebbe vinto un volante nella 24 Ore di Daytona.
Nasr vinse davanti al compagno Kevin Magnussen.
Nella 24 Ore di Daytona del 2012, Nasr finì 3º sia in classifica che nella sua classe, guidando un prototipo Riley di seconda generazione per la Michael Shank Racing.

### GP2 Series
2012

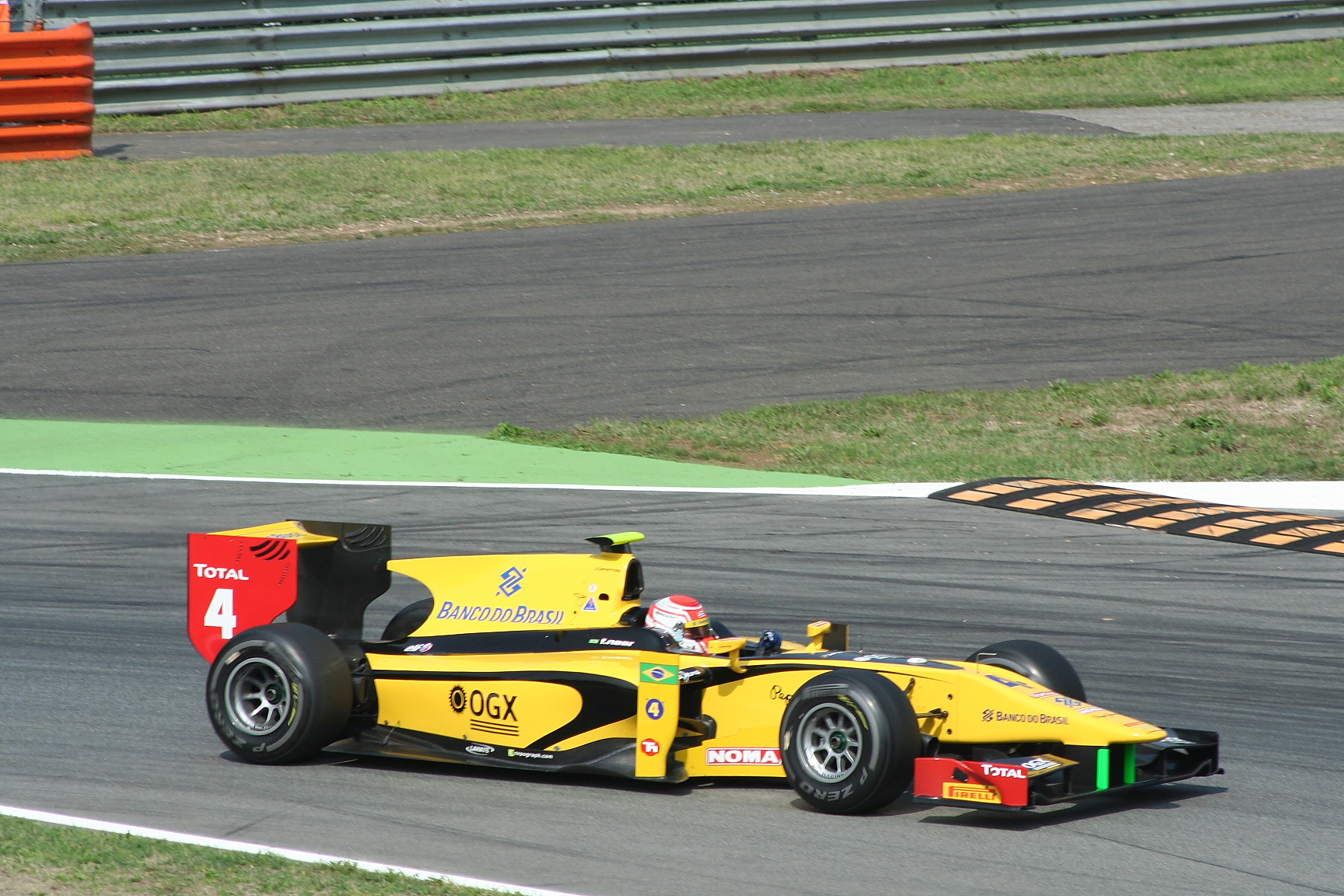
Felipe Nasr a Monza nel 2012

Nasr firmò per la DAMS per correre nella GP2 Series 2012 col supporto dello sponsor brasiliano Banco do Brasil e del gruppo EBX di Eike Batista. Il miglior risultato di Nasr fu un 2º posto in gara-2 nel fine settimana belga e un 4º posto in gara-1 nel week-end tedesco. Era affiancato dall'esperto Davide Valsecchi, che successivamente vinse il campionato piloti; il contributo di Nasr si tradusse con un 10º posto in classifica ,che significò titolo squadre per la DAMS. Tra i debuttanti fu il secondo meglio piazzato dopo l'inglese James Calado.
2013

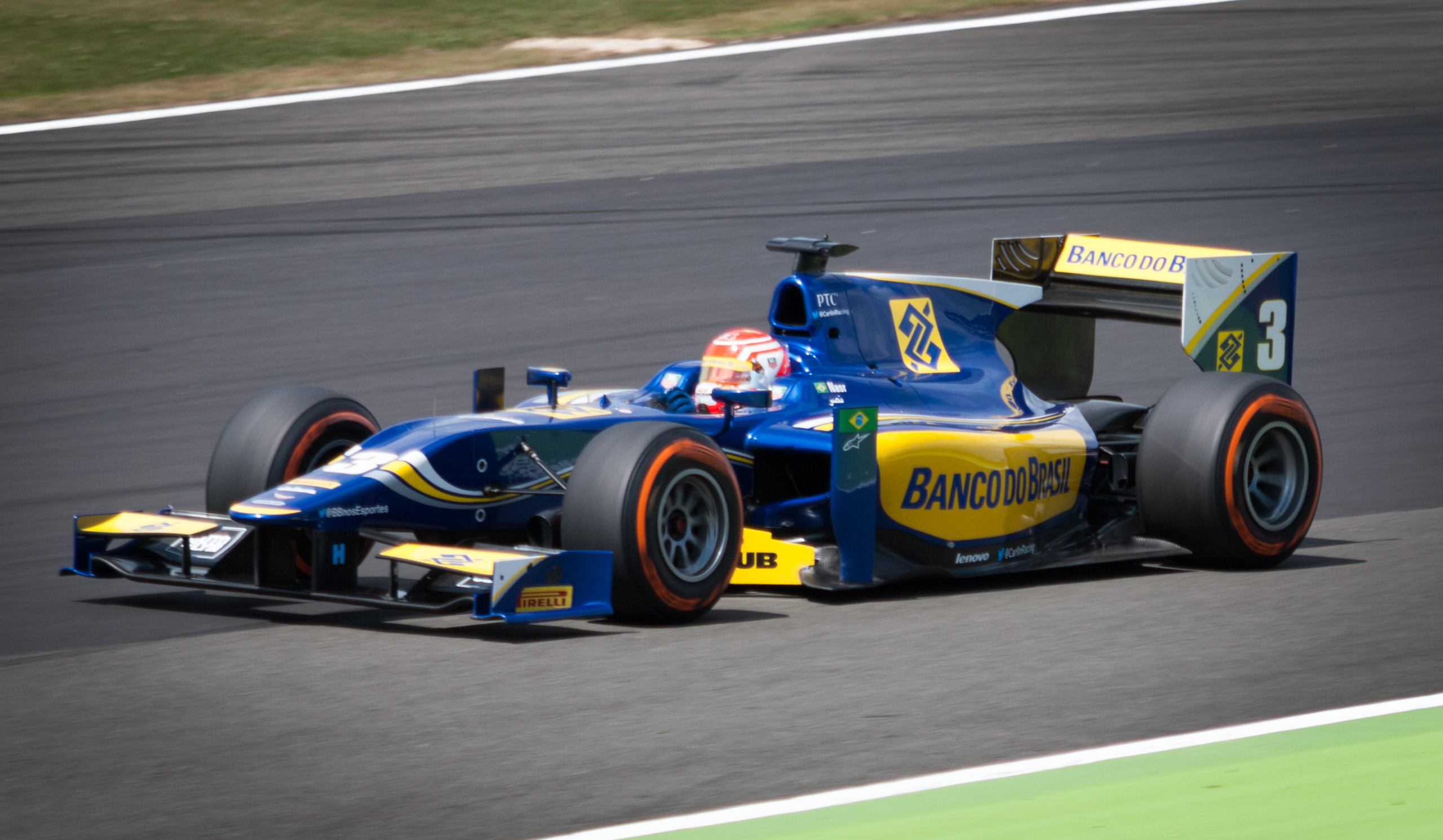
Felipe Nasr a Silverstone nel 2014 con il team Carlin

Per la stagione 2013 Nasr passò alla Carlin, insieme al britannico Jolyon Palmer. Chiuse la stagione al quarto posto, con 154 punti.
2014
Per la stagione 2014 Nasr rimase alla Carlin, venendo affiancato dal colombiano Juliàn Leal. In questa stagione Nasr fu uno dei contendenti alla lotta per il titolo, conquistando quattro vittorie ed il terzo posto nella classifica finale, dietro a Jolyon Palmer e Stoffel Vandoorne.

### Formula 1

#### 2014: Williams
Nel 2014 Nasr fu nominato collaudatore della Williams insieme alla britannica Susie Wolff, disputando le prove del venerdì in diversi Gran Premi.

#### 2015-2016: Sauber

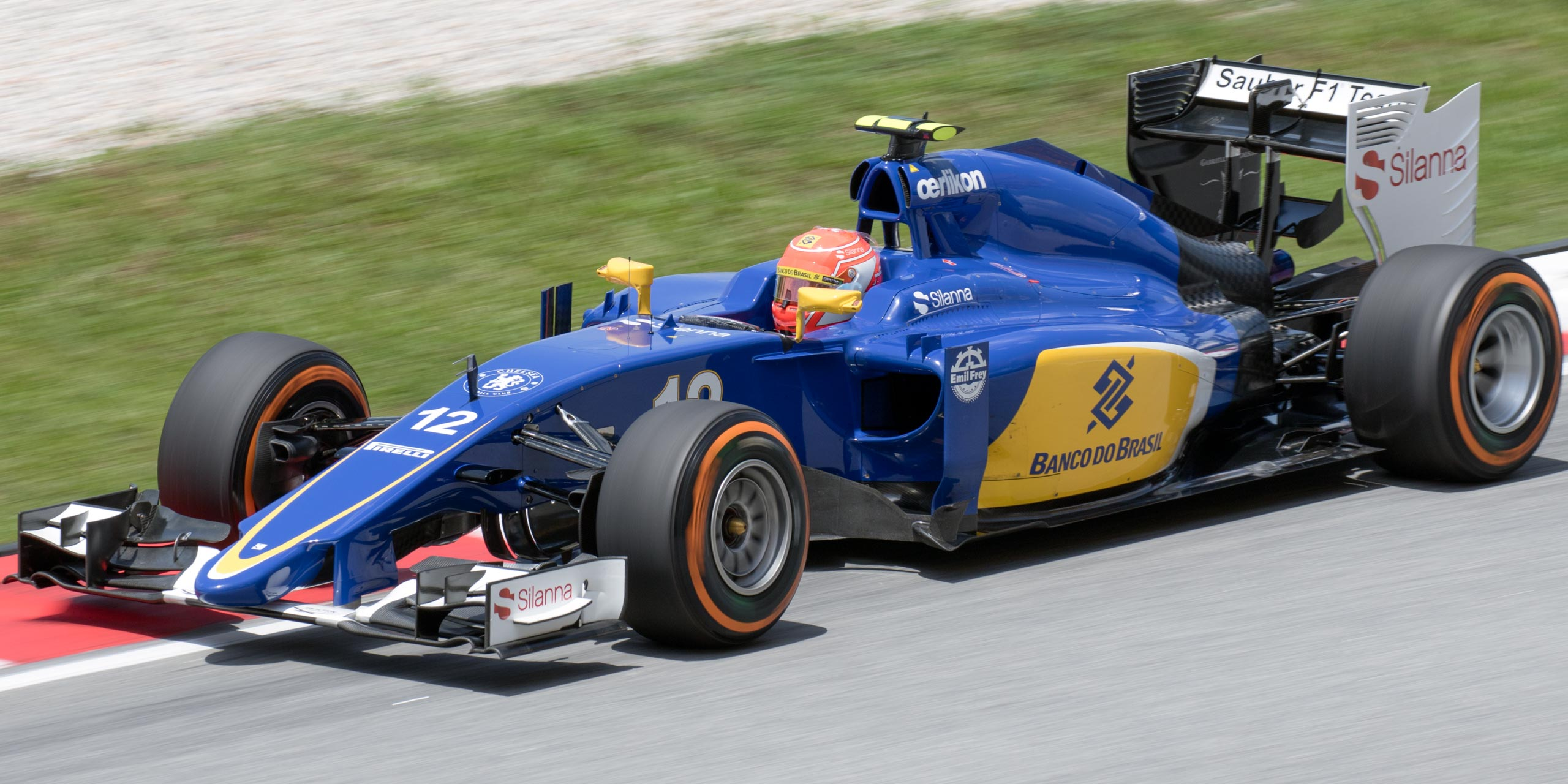
Nasr in Malesia sulla Sauber.

Alla vigilia del Gran Premio del Brasile 2014 la Sauber annunciò l'ingaggio del pilota brasiliano come pilota titolare per la stagione seguente, al fianco di Marcus Ericsson. Decisivo per la partecipazione al mondiale fu l'appoggio dello sponsor Banco do Brasil, che garantì alla scuderia una cifra dichiarata di circa 12 milioni di dollari, diventati poi quasi 25. Nasr ebbe un debutto positivo: nell'inaugurale Gran Premio d'Australia il pilota brasiliano chiuse al quinto posto, dopo essere scattato dall'undicesima posizione in griglia di partenza. Dopo uno 0 in Malesia Nasr tornò a punti in Cina, giungendo ottavo..
Ad un nono posto nel Gran Premio di Monaco seguì una serie di sei gare chiuse fuori dalla zona punti. In Austria il pilota brasiliano si qualificò per la seconda volta in stagione nel gruppo dei primi dieci, ma in gara non riuscì a confermarsi, tagliando il traguardo in undicesima posizione. Nei quattro Gran Premi seguenti Nasr fu anche battuto in qualifica dal compagno di squadra. La situazione si invertì nel Gran Premio di Singapore, nel quale Nasr precedette Ericsson sia in qualifica che in gara, tagliando il traguardo in decima posizione e tornando a far segnare punti.
In occasione del Gran Premio di Russia Nasr cambiò ingegnere di pista: il pilota brasiliano si dichiarò soddisfatto dei miglioramenti nell'assetto della vettura, conquistando il sesto posto in gara. Il pilota brasiliano giunse a punti anche nel successivo Gran Premio degli Stati Uniti, chiuso in nona posizione. Nelle ultime tre gare della stagione Nasr non conquistò altri piazzamenti utili, terminando al tredicesimo posto assoluto, con 27 punti.
Nel 2016 la Sauber non risultò competitiva e sia Nasr che il compagno di squadra Ericsson furono relegati nelle retrovie. Il difficile inizio di stagione culminò nel Gran Premio di Monaco, nel quale i due vennero a contatto e si ritirarono dopo che Nasr aveva ignorato un ordine della scuderia di lasciar passare il suo compagno di squadra.
Nasr colse l'unico piazzamento a punti per sé e per la scuderia nel Gran Premio di casa, giungendo nono. Grazie a questo risultato la Sauber conquistò la decima posizione nel campionato costruttori, superando la Manor. Nasr chiuse l'anno in diciassettesima posizione assoluta, con due punti.

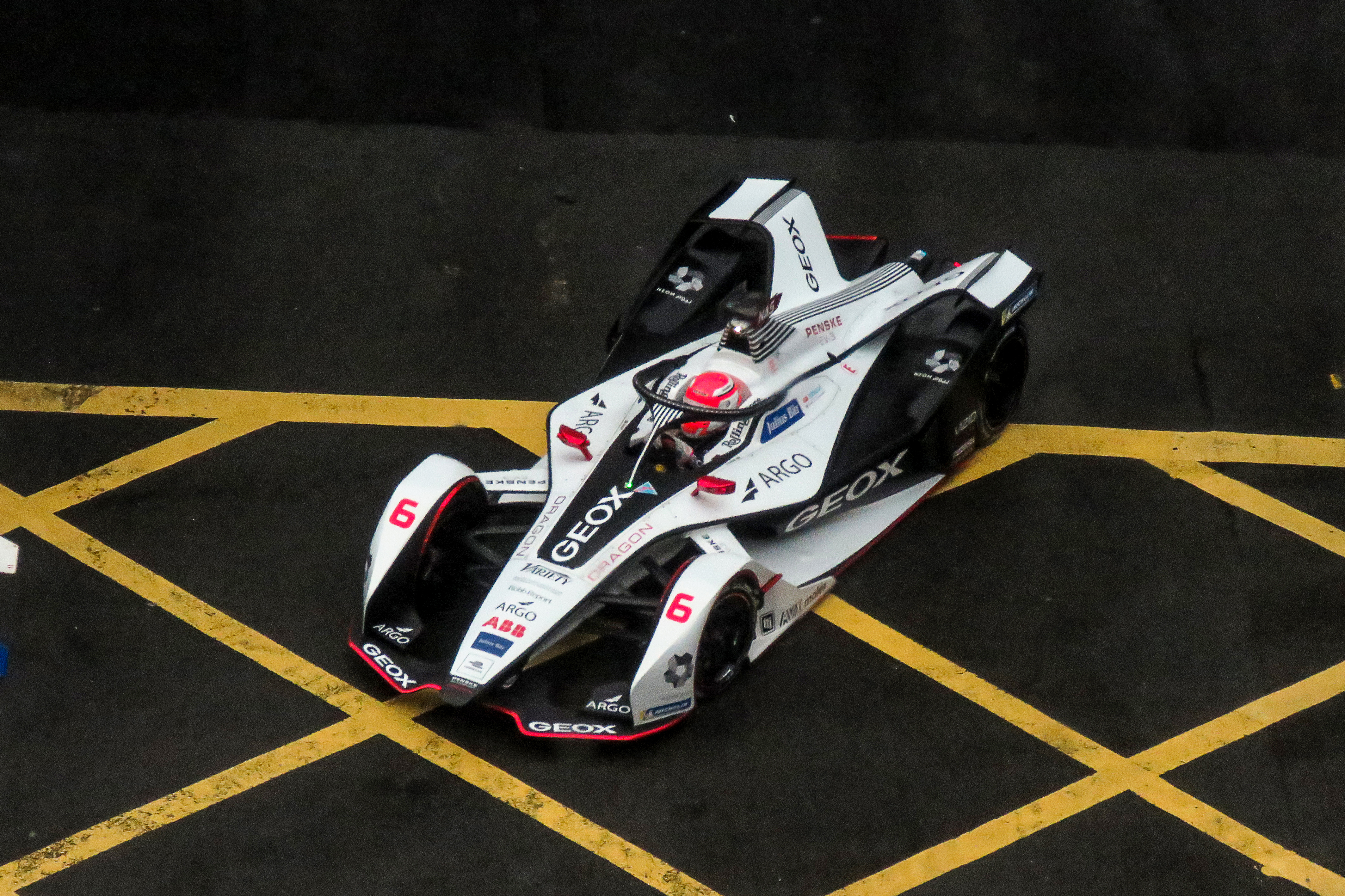
Felipe Nasr con il team Dragon Racing

### Formula E
Nel 2019 debutta anche in Formula E nel E-Prix di Città del Messico, sostituendo Maximilian Günther alla Dragon Racing,: Al suo debutto chiude 19º, nei due E-Prix successivi è costretto al ritiro. Günther riprende il suo posto dall'E-Prix di Roma. Il brasiliano corre per solo tre E-Prix senza conquistare nessun punto.

### Endurance
Terminata l'esperienza in Formula 1, dal 2018 gareggia nel Campionato IMSA WeatherTech SportsCar con la Cadillac DPi-V.R del team Whelen Engineering Racing. Riesce a vincere il campionato prototipi con il compagno di squadra Eric Curran. Nel 2019 vince la 12 Ore di Sebring e la Petit Le Mans insieme a Luis Felipe Derani chiudono secondi in classifica dietro alla coppia Dane Cameron e Juan Pablo Montoya. Nella stagione 2020, Nasr vince per la sua seconda volta la 12 Ore di Sebring, nel 2021 insieme a Luis Felipe Derani vince per la seconda volta il titolo.
Il 27 aprile 2018 il team Cetilar Villorba Corse ingaggia Nasr per la stagione 2018. Con la Dallara P217 del team prende parte alla 24 ore di Le Mans e agli appuntamenti dell'ELMS. Alla fine della gara si piazza undicesimo nella classe LMP2 e diciannovesimo assoluto.
Nel dicembre del 2021 la Porsche insieme al team Penske ha mostrato per la prima volta alcune immagini del suo nuovo prototipo LMDh che esordirà nel 2023 e ha annunciato Dane Cameron e Nasr come suoi piloti. Per prepararsi alla LMDh, nel 2022 partecipa nella classe LMP2 con il Team Penske.
Il brasiliano porterà in pista la nuova Porsche 963 nel Campionato IMSA WeatherTech SportsCar in equipaggio con Matt Campbell e Michael Christensen. Nasr porta la 963 del team Penske Motorsports a vincere il Campionato IMSA WeatherTech SportsCar 2024. Nella stagione ha vinto la 24 Ore di Daytona e la 6 Ore di Watkins Glen.

## Casco
In occasione del Gran Premio d'Italia 2016 utilizzò un casco graficamente diverso da quello solitamente indossato (come concesso dal regolamento per un solo Gran Premio) per tributare l'Italia, paese in cui si trasferì dal Brasile per poter gareggiare nei campionati europei. Il casco rimase prevalentemente di colore arancio, ma nelle parti solitamente bianche presentava i ritratti in bianco e nero di Tazio Nuvolari, Nino Farina, Alberto Ascari, Elio De Angelis e Michele Alboreto. La parte inferiore della calotta era contornata da una fascia con il tricolore italiano mentre sul retro era stato inserito lo stemma dell'Autodromo di Monza con il numero 2016 per richiamare l'anno dell'evento.

## Vita privata
Gli hobby preferiti di Nasr sono la pesca sportiva e la meccanica, il suo pilota preferito è Ayrton Senna, e il suo circuito preferito è Spa. Felipe è nipote di Amir Nasr, che possiede uno dei team di maggior successo della Formula 3 sudamericana che aiutò nella loro carriera diversi piloti brasiliani, tra i quali Hélio Castroneves, Vítor Meira, Antônio Pizzonia, Luciano Burti, Bruno Junqueira, Cristiano da Matta, Mario Haberfeld, Max Wilson, Átila Abreu e Sérgio Jimenez.

## Risultati

### Sommario
| Anno    | Serie                                 | Team                       | Gare         | Vittorie     | Pole         | Gpv          | Podi         | Punti        | Pos.         |
| ------- | ------------------------------------- | -------------------------- | ------------ | ------------ | ------------ | ------------ | ------------ | ------------ | ------------ |
| 2008    | Formula BMW Americana                 | Amir Nasr Racing           | 2            | 0            | 0            | 0            | 1            | 25           | 10º          |
| 2009    | Formula BMW europea                   | EuroInternational          | 16           | 5            | 6            | 6            | 14           | 392          | 1º           |
| 2009    | Formula BMW Pacific                   | EuroInternational          | 3            | 2            | 2            | 2            | 2            | 0†           | N.C.†        |
| 2010    | Formula 3 inglese                     | Räikkönen Robertson Racing | 30           | 1            | 1            | 3            | 4            | 136          | 5º           |
| 2010    | Gran Premio di Macao                  | Räikkönen Robertson Racing | 1            | 0            | 0            | 0            | 0            | N/A          | 11º          |
| 2011    | Formula 3 inglese                     | Carlin Motorsport          | 30           | 7            | 4            | 8            | 17           | 318          | 1º           |
| 2011    | Gran Premio di Macao                  | Carlin Motorsport          | 1            | 0            | 0            | 0            | 1            | N/A          | 2º           |
| 2012    | 24 Ore di Daytona                     | Michael Shank Racing       | 1            | 0            | 0            | 0            | 1            | 30           | 3º           |
| 2012    | GP2 Series                            | DAMS                       | 24           | 0            | 0            | 1            | 4            | 95           | 10º          |
| 2012    | Formula 3 Euro Series                 | Carlin                     | 2            | 0            | 0            | 0            | 0            | N/A          | N.C.         |
| 2012    | Gran Premio di Macao                  | Carlin                     | 1            | 0            | 0            | 0            | 0            | N/A          | 5º           |
| 2013    | GP2 Series                            | Carlin                     | 22           | 0            | 0            | 0            | 6            | 154          | 4º           |
| 2014    | GP2 Series                            | Carlin                     | 22           | 4            | 2            | 1            | 10           | 224          | 3º           |
| 2014    | Formula 1                             | Williams Martini Racing    | Terzo pilota | Terzo pilota | Terzo pilota | Terzo pilota | Terzo pilota | Terzo pilota | Terzo pilota |
| 2015    | Formula 1                             | Sauber F1 Team             | 19           | 0            | 0            | 0            | 0            | 27           | 13º          |
| 2016    | Formula 1                             | Sauber F1 Team             | 21           | 0            | 0            | 0            | 0            | 2            | 17º          |
| 2018    | Campionato IMSA WeatherTech SportsCar | Whelen Engineering Racing  | 10           | 1            | 0            | 3            | 5            | 277          | 1º           |
| 2018    | European Le Mans Series               | Cetilar Villorba Corse     | 5            | 0            | 0            | 0            | 0            | 4            | 26º          |
| 2018    | 24 Ore di Le Mans - LMP2              | Cetilar Villorba Corse     | 1            | 0            | 0            | 0            | 0            | N/A          | 11º          |
| 2018    | Stock Car Brasil                      | Full Time Sports           | 1            | 0            | 0            | 0            | 0            | 0            | NC†          |
| 2018-19 | Formula E                             | GEOX Dragon                | 3            | 0            | 0            | 0            | 0            | 0            | 24º          |
| 2019    | Campionato IMSA WeatherTech SportsCar | Whelen Engineering Racing  | 10           | 2            | 1            | 4            | 5            | 297          | 2º           |
| 2020    | Campionato IMSA WeatherTech SportsCar | Whelen Engineering Racing  | 8            | 1            | 1            | 1            | 5            | 232          | 8º           |
| 2021    | Campionato IMSA WeatherTech SportsCar | Whelen Engineering Racing  | 11           | 4            | 4            | 3            | 8            | 3407         | 1º           |

* Stagione in corso.
† – Poiché Nasr era una wild card, al brasiliano non poterono essere assegnati punti.

### Risultati GP2 Series
(legenda) (Le gare in grassetto indicano la pole position) (Gare in corsivo indicano Gpv)
| Anno | Team   | 1         | 2         | 3            | 4          | 5           | 6           | 7          | 8           | 9           | 10          | 11          | 12         | 13        | 14        | 15          | 16        | 17          | 18         | 19         | 20         | 21          | 22         | 23        | 24        | Pos. | Punti |
| ---- | ------ | --------- | --------- | ------------ | ---------- | ----------- | ----------- | ---------- | ----------- | ----------- | ----------- | ----------- | ---------- | --------- | --------- | ----------- | --------- | ----------- | ---------- | ---------- | ---------- | ----------- | ---------- | --------- | --------- | ---- | ----- |
| 2012 | DAMS   | MYS FEA 6 | MYS SPR 3 | BHR1 FEA Rit | BHR1 SPR 6 | BHR2 FEA 11 | BHR2 SPR 5  | ESP FEA 11 | ESP SPR 9   | MON FEA 17  | MON SPR Rit | VAL FEA Rit | VAL SPR 14 | GBR FEA 6 | GBR SPR 3 | GER FEA 4   | GER SPR 3 | HUN FEA 25  | HUN SPR 8  | BEL FEA 8  | BEL SPR 2  | ITA FEA Rit | ITA SPR 21 | SGP FEA 6 | SGP SPR 7 | 10º  | 95    |
| 2013 | Carlin | MYS FEA 4 | MYS SPR 2 | BHR FEA 4    | BHR SPR 2  | ESP FEA 2   | ESP SPR 3   | MON FEA 4  | MON SPR 4   | GBR FEA Rit | GBR SPR 7   | GER FEA 9   | GER SPR 4  | HUN FEA 3 | HUN SPR 5 | BEL FEA Rit | BEL SPR 8 | ITA FEA Rit | ITA SPR 12 | SGP FEA 2  | SGP SPR 16 | ABU FEA 7   | ABU SPR 18 |           |           | 4º   | 154   |
| 2014 | Carlin | BHR FEA 8 | BHR SPR 4 | ESP FEA 3    | ESP SPR 1  | MON FEA 3   | MON SPR Rit | AUT FEA 1  | AUT SPR Rit | GBR FEA 7   | GBR SPR 1   | GER FEA 5   | GER SPR 2  | HUN FEA 6 | HUN SPR 3 | BEL FEA 4   | BEL SPR 1 | ITA FEA 6   | ITA SPR 6  | RUS FEA 17 | RUS SPR 3  | ABU FEA 4   | ABU SPR 2  |           |           | 3º   | 224   |

### Formula 1
| 2014 | Scuderia | Vettura |  |  |    |    |    |  |  |  |  |  |  |  |  |  |  |  |    |    |  |  |  |  |  |  | Punti | Pos. |
| ---- | -------- | ------- |  |  | -- | -- | -- |  |  |  |  |  |  |  |  |  |  |  | -- | -- |  |  |  |  |  |  | ----- | ---- |
| 2014 | Williams | FW36    |  |  | SP | SP | SP |  |  |  |  |  |  |  |  |  |  |  | SP | SP |  |  |  |  |  |  |       |      |

| 2015 | Scuderia | Vettura |   |    |   |    |    |   |    |    |    |    |    |    |    |    |   |   |     |    |    |  |  |  |  |  | Punti | Pos. |
| ---- | -------- | ------- | - | -- | - | -- | -- | - | -- | -- | -- | -- | -- | -- | -- | -- | - | - | --- | -- | -- |  |  |  |  |  | ----- | ---- |
| 2015 | Sauber   | C34     | 5 | 12 | 8 | 12 | 12 | 9 | 16 | 11 | NP | 11 | 11 | 13 | 10 | 20 | 6 | 9 | Rit | 13 | 15 |  |  |  |  |  | 27    | 13º  |

| 2016 | Scuderia | Vettura |    |    |    |    |    |     |    |    |    |    |    |     |    |     |    |     |    |    |    |   |    |  |  |  | Punti | Pos. |
| ---- | -------- | ------- | -- | -- | -- | -- | -- | --- | -- | -- | -- | -- | -- | --- | -- | --- | -- | --- | -- | -- | -- | - | -- |  |  |  | ----- | ---- |
| 2016 | Sauber   | C35     | 15 | 14 | 20 | 16 | 14 | Rit | 18 | 12 | 13 | 15 | 17 | Rit | 17 | Rit | 13 | Rit | 19 | 15 | 15 | 9 | 16 |  |  |  | 2     | 17º  |

| Legenda | 1º posto     | 2º posto | 3º posto    | A punti         | Senza punti/Non class.  | Grassetto – Pole position Corsivo – Giro più veloce |
| Legenda | Squalificato | Ritirato | Non partito | Non qualificato | Solo prove/Terzo pilota | Grassetto – Pole position Corsivo – Giro più veloce |

### 24 Ore di Daytona
| Stagione | Squadra                   | Co-piloti                                         | Vettura           | Classe  | Giri | Pos. | Class Pos. |
| -------- | ------------------------- | ------------------------------------------------- | ----------------- | ------- | ---- | ---- | ---------- |
| 2012     | Michael Shank Racing      | Jorge Goncalvez Michael McDowell Gustavo Yacamán  | Riley Mk. XX      | DP      | 761  | 3°   | 3°         |
| 2018     | Whelen Engineering Racing | Mike Conway Eric Curran Stuart Middleton          | Cadillac DPi-V.R  | P       | 808  | 2°   | 2°         |
| 2019     | Whelen Engineering Racing | Luis Felipe Derani Eric Curran                    | Cadillac DPi-V.R  | P       | 593  | 2°   | 2°         |
| 2020     | Whelen Engineering Racing | Filipe Albuquerque Mike Conway Luis Felipe Derani | Cadillac DPi-V.R  | DPi     | 822  | 7°   | 7°         |
| 2021     | Whelen Engineering Racing | Mike Conway Luis Felipe Derani Chase Elliott      | Cadillac DPi-V.R  | DPi     | 783  | 8°   | 6°         |
| 2022     | Pfaff Motorsports         | Mathieu Jaminet Matt Campbell                     | Porsche 911 GT3 R | GTD Pro | 711  | 18°  | 1°         |
| 2023     | Porsche Penske Motorsport | Michael Christensen Matt Campbell                 | Porsche 963       | GTP     | 749  | 18°  | 7°         |
| 2024     | Porsche Penske Motorsport | Dane Cameron Matt Campbell Josef Newgarden        | Porsche 963       | GTP     | 791  | 1°   | 1°         |
| 2025     | Porsche Penske Motorsport | Nick Tandy Laurens Vanthoor                       | Porsche 963       | GTP     | 781  | 1°   | 1°         |

### Campionato IMSA
| Anno    | Team                      | Classe  | Auto              | 1     | 2     | 3     | 4     | 5     | 6     | 7     | 8     | 9     | 10    | Punti | Pos. |
| ------- | ------------------------- | ------- | ----------------- | ----- | ----- | ----- | ----- | ----- | ----- | ----- | ----- | ----- | ----- | ----- | ---- |
| 2018    | Whelen Engineering Racing | P       | Cadillac DPi-V.R  | DAY 2 | SEB 3 | LBH 7 | MDO 8 | DET 1 | WGL 7 | MOS 3 | ELK 3 | LGA 5 | PET 8 | 277   | 1°   |
| 2019    | Whelen Engineering Racing | DPi     | Cadillac DPi-V.R  | DAY 2 | SEB 1 | LBH 6 | MDO 4 | DET 2 | WGL 7 | MOS 4 | ELK 4 | LGA 3 | PET 1 | 297   | 2°   |
| 2020    | Whelen Engineering Racing | DPi     | Cadillac DPi-V.R  | DAY 7 | DAY   | SEB 1 | ELK 3 | ATL 3 | MDO 2 | PET 5 | LGA 3 | SEB 6 |       | 232   | 8°   |
| 2021    | Whelen Engineering Racing | DPi     | Cadillac DPi-V.R  | DAY 6 | SEB 6 | MDO 2 | DET 2 | WGL 4 | WGL 1 | ELK 1 | LGA 3 | LBH 1 | PET 2 | 3407  | 1°   |
| 2022    | Pfaff Motorsports         | GTD Pro | Porsche 911 GT3 R | DAY 1 | SEB 5 | LBH   | LGA   | WGL   | MOS   | LIM   | ELK   | VIR   | PET 3 | 992   | 10°  |
| 2023    | Porsche Penske Motorsport | GTP     | Porsche 963       | DAY 7 | SEB 5 | LBH 3 | LGA 9 | WGL 7 | MOS 6 | ROA 1 | IMS 2 | PET 4 |       | 2691  | 5°   |
| 2024    | Porsche Penske Motorsport | GTP     | Porsche 963       | DAY 1 | SEB 3 | LBH 3 | LGA 3 | DET 4 | WGL 1 | ELK 2 | IMS 7 | PET 3 |       | 2982  | 1°   |
| 2025    | Porsche Penske Motorsport | GTP     | Porsche 963       | DAY 1 | SEB 1 | LBH   | LGA   | DET   | WGL   | ELK   | IMS   | PET   |       | 760*  |      |
| Legenda |                           |         |                   |       |       |       |       |       |       |       |       |       |       |       |      |

*Stagione in corso.

### 24 Ore di Le Mans
| Stagione | Squadra                   | Co-piloti                           | Vettura             | Classe   | Giri | Pos. | Class Pos. |
| -------- | ------------------------- | ----------------------------------- | ------------------- | -------- | ---- | ---- | ---------- |
| 2018     | Cetilar Villorba Corse    | Roberto Lacorte Giorgio Sernagiotto | Dallara P217-Gibson | LMP2     | 342  | 19º  | 11º        |
| 2021     | Risi Competizione         | Oliver Jarvis Ryan Cullen           | Oreca 07-Gibson     | LMP2     | 275  | NC   | NC         |
| 2022     | Team Penske               | Emmanuel Collard Dane Cameron       | Oreca 07-Gibson     | LMP2     | 368  | 9°   | 5°         |
| 2023     | Porsche Penske Motorsport | Mathieu Jaminet Nick Tandy          | Porsche 963         | Hypercar | 84   | DNF  | DNF        |
| 2024     | Porsche Penske Motorsport | Mathieu Jaminet Nick Tandy          | Porsche 963         | Hypercar | 211  | DNF  | DNF        |
| 2025     | Porsche Penske Motorsport | Pascal Wehrlein Nick Tandy          | Porsche 963         | Hypercar | 386  | 8°   | 8°         |

### Risultati nel WEC
| Anno    | Squadra     | Classe | Vettura  | SEB | SPA | LMS | MON | FUJ | BHR | Punti | Pos. |
| ------- | ----------- | ------ | -------- | --- | --- | --- | --- | --- | --- | ----- | ---- |
| 2022    | Team Penske | LMP2   | Oreca 07 | 8   | 4   | 4   |     |     |     | 42    | 10°  |
| Legenda |             |        |          |     |     |     |     |     |     |       |      |

### Formula E
| Stagione | Squadra     | Vettura           | 1   | 2   | 3   | 4      | 5       | 6       | 7   | 8   | 9   | 10  | 11  | 12  | 13  | Punti | Pos |
| -------- | ----------- | ----------------- | --- | --- | --- | ------ | ------- | ------- | --- | --- | --- | --- | --- | --- | --- | ----- | --- |
| 2018-19  | Geox Dragon | Spark-Penske EV-3 | DIR | MAR | SAN | MEX 19 | HKG Rit | SAY Rit | ROM | PAR | MON | BER | BRN | NYC | NYC | 0     | 24º |